# Hafiz al-Assad
Hafiz al-Assad (Arabisch: حافظ الأسد, Ḥāfiẓ al-Asad) (Qardaha, 6 oktober 1930 – Damascus, 10 juni 2000) was van 22 februari 1971 tot 10 juni 2000 president van Syrië, voordien premier van 1970 tot 1971, regionaal secretaris van het Regionaal Commando van de Syrische regionale afdeling van de Ba'ath-partij en secretaris-generaal van het Nationaal Commando van de Ba'ath-partij van 1971 tot 2000. Hij nam deel aan de 8 Maart-revolutie die de seculiere Ba'ath-partij in 1963 aan de macht bracht. In 1970 nam hij deel aan de Corrigerende Revolutie waarna hij aan de macht kwam.
Assad deradicaliseerde de Ba'ath-regering toen hij aan de macht kwam, hij gaf meer ruimte aan privé-eigendom en versterkte de buitenlandse betrekkingen met landen die zijn voorganger reactionair vond. Hij koos de zijde van de Sovjet-Unie tijdens de Koude Oorlog waardoor hij steun kreeg tegen Israël. Hij wilde van Syrië de verdediger van de Arabische belangen tegen Israël maken.
Assad overleed in 2000 en werd opgevolgd door zijn zoon Bashar al-Assad als president en hoofd van de Syrische regionale afdeling van de Ba'ath-partij.

## Biografie

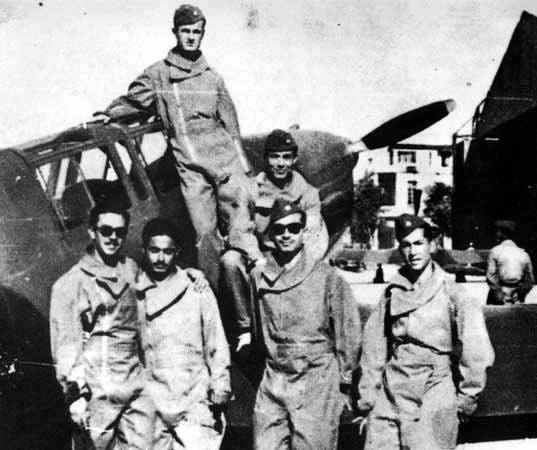
Hafiz al-Assad (boven) op de vleugel van een Fiat G.46-4B met collega-cadetten aan de Syrische AF Academy buiten Aleppo, 1951-1952

Hafiz al-Assad was afkomstig uit de regio Latakia en behoorde tot de Alawieten (een minderheid onder de sjiitische moslims). Zijn grootvader was een van de notabelen van deze kleine, maar tegenwoordig zeer dominante, groep in Syrië. Op zijn zestiende sloot hij zich aan bij de Syrische seculiere Ba'ath-partij (Socialistische Partij van de Arabische Herrijzenis), waar ook veel jongeren uit religieuze minderheden zich bij aansloten.

### Staatsgreep

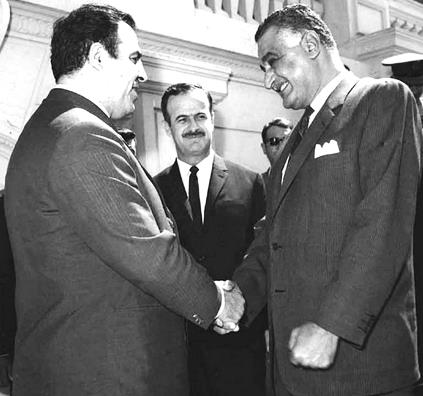
Assad (midden) en Nureddin al-Atassi (links) in een ontmoeting met de Egyptische president Gamal Abdel Nasser, 1969

Na de staatsgreep van 1963 die de Ba'ath in Syrië aan de macht bracht, werd hij lid van het Militaire Comité binnen de Ba'ath-partij en opperbevelhebber van de luchtmacht. In 1966 leidde het Militaire Comité een staatsgreep die de rechtse burger-vleugel van de Ba'ath-partij ten val bracht. Assad werd nu minister van Defensie binnen de nieuwe militaire Ba'ath-regering. Nadat zijn medecoupplegers aan de kant waren geschoven, werd hij op 22 februari 1971 president van de republiek en secretaris-generaal van de Ba'ath-partij.

### Oorlog met Israël

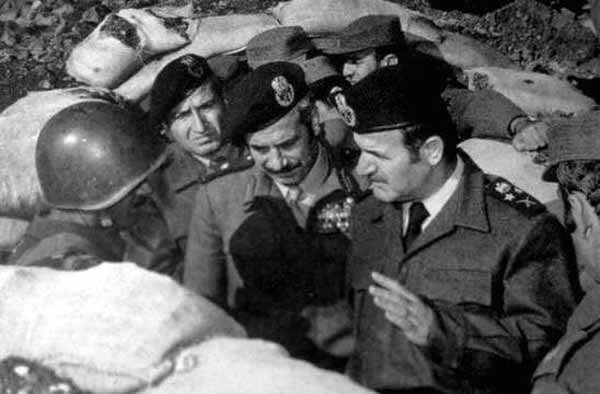
Assad en Mustafa Tlass op het Golan-front

Met veel kapitaal en zorg moderniseerde hij zijn legermacht en drukte een socialistisch stempel op zijn regime. Als tegenstander van Israël viel het Syrische leger in oktober 1973 samen met Egypte Israël aan op de Joodse feestdag Jom Kipoer. Aanvankelijk waren Syrië en Egypte, gesteund door diverse landen uit de Arabische wereld, succesvol. Maar zij werden al snel teruggedrongen tot aan hun uitgangsposities. Later gaf Israël de Sinaï terug aan Egypte als gevolg van de Camp Davidakkoorden van 1978. De door Israël in 1967 tijdens de Zesdaagse Oorlog bezette Golanhoogten bleven echter in Israëlische handen en dit is sindsdien een onopgelost territoriaal geschil tussen Syrië en Israël.

### Bezetting van Libanon
In 1976 viel Syrië het in burgeroorlog verkerende Libanon binnen. Aanvankelijk stelde Assad zich op als bondgenoot van de christelijke partijen in dat land, maar later keerde hij zich tegen hen en steunde hij de sjiitische Hezbollah en de Libanese Ba'ath. Hoewel hij feitelijk grote delen van Libanon bezet hield, stellen sommigen dat zijn interventie bijgedragen heeft tot de vrede tussen de christenen, soennieten, sjiieten, alawieten en Druzen  in dat land.

### De bloedbaden van Hama
Rond 2 februari 1982 en tevens in andere jaren, onderdrukte het Syrische leger in opdracht van president Assad demonstraties en opstanden in de stad Hama. Die opstand ontstond doordat de Moslimbroederschap leden van de seculiere Ba'ath-partij en andere seculiere partijen vermoordde en gebouwen van die partijen aanviel.

### Machtsstrijd, revisies en oorlogssteun

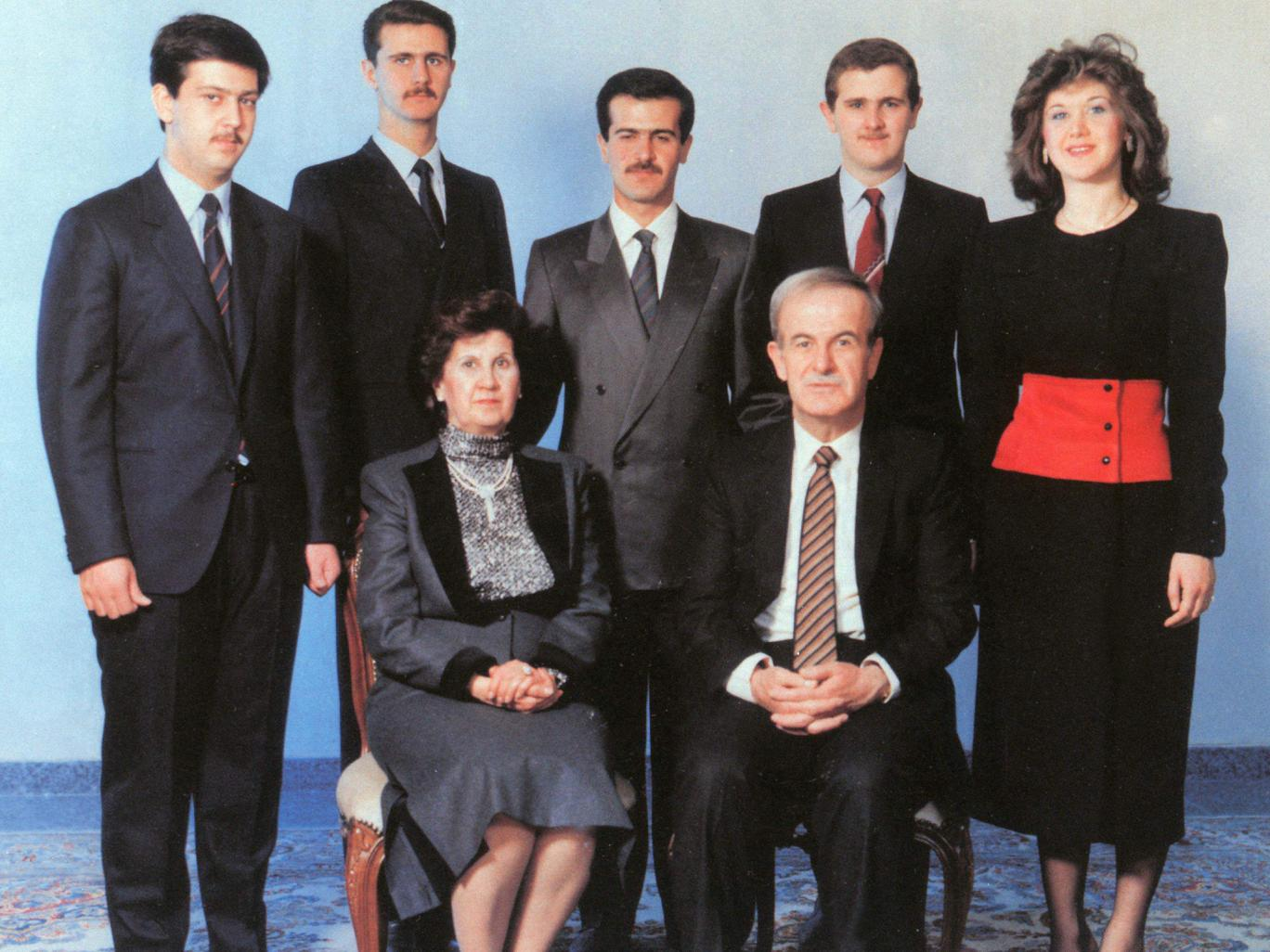
Assad en zijn vrouw, Anisa Makhlouf; achterste rij, van links naar rechts: Maher, Bashar, Bassel, Majid en Bushra

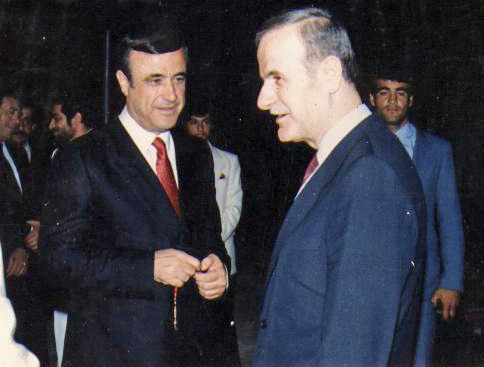
Hafiz met zijn broer, Rifaat al-Assad, jaren 80

Na een hartaanval in 1984 brak er een machtsstrijd los tussen Hafiz en diens broer Rifaat, die de macht naar zich toe probeerde te trekken. Het pleit werd in het voordeel van Hafiz beslecht. In de jaren tachtig kwam hij de oppositie iets tegemoet en werden tot dan toe verboden partijen gelegaliseerd mits zij binnen het door de Ba'ath beheerste Nationaal Front opereerden. Assad maakte zijn eigen nationaliseringen van de jaren zeventig in de jaren tachtig grotendeels ongedaan. Als opponent van het rechtse Ba'ath-regime in Irak en persoonlijk tegenstander van Saddam Hoessein, verleende hij zijn steun aan Iran gedurende de Irak-Iranoorlog (1980-1988). In 1991 sloot hij zich bij de coalitie aan tijdens de Golfoorlog om Saddam Hoessein te bestrijden. Bij een staatsbezoek vanwege de begrafenis van koning Hoessein van Jordanië in februari 1999 zou zijn urine zijn geanalyseerd door de Mossad. In juni 2000 overleed hij op 69-jarige leeftijd. Hij werd opgevolgd door zijn zoon Bashar al-Assad.
Op 11 december 2024 werd zijn mausoleum in Latakia in brand gestoken door leden van Hayat Tahrir al-Sham, de rebellengroep die het bewind van Bashar al-Assad omver had geworpen.